# Henry Bucknall
Henry Cresswell Bucknall (ur. 4 lipca 1885 w Lizbonie, zm. 1 stycznia 1962 w Dumfries) – brytyjski wioślarz, złoty medalista olimpijski.
Kształcił się w Eton College i Merton College Uniwersytetu Oksfordzkiego. Trzykrotnie brał udział w The Boat Race: w 1905 zwyciężył, a w latach 1906 i 1907 przegrywał.
Wystąpił na igrzyskach olimpijskich w Londynie w 1908 roku, gdzie brytyjska osada w składzie: Albert Gladstone, Frederick Kelly, Banner Johnstone, Guy Nickalls, Charles Burnell, Ronald Sanderson, Raymond Etherington-Smith, Henry Bucknall i Gilchrist Maclagan zdobyła złoty medal. Był to jego jedyny start olimpijski.
Pracował w stoczni w Newcastle upon Tyne.